# Gustaf Cederström
Gustaf Olof Cederström (født 12. april 1845 i Stockholm ; død 20. august 1933 i Stockholm) var en svensk friherre og historiemaler. 
Cederström var i en årrække i det svenske militær, men tog sin afsked 1870 for at hellige sig sin virksomhed som kunstner.
Han markerede sig 1878 med et 265x370 cm stort maleri Karl XII:s likfärd som fik en pris på Verdensudstillingen i Paris i 1878
1887 blev Cederström medlem af Kunstakademiet i Stockholm og 1887 professor ved samme afdeling. Han var dets direktør fra 1899-1911.
| - De 'kendte værker' fra infoboksen - Karl XII:s likfärd, 1878 Göteborgs konstmuseum (sv) - Karl XII:s likfärd Kopi fra 1884 på Nationalmuseum |
| - Epilog, 1874 - Begravelse i Alsike, 1883 |

| - Andre værker af Gustaf Cederström - Aktstudie, 1871 - Gudssmäderskan (gudsbespotteren), 1872 - Värvare, (hververe), 1879 - Karl XII og Ivan Mazepa ved Dnepr, 1880 - Baptisterne, 1886 - Frelsens Hær, 1886 - Mønstring, 1887 - Ansgar forkynder kristendommen, 1889 - Karl Emanuel Cederström (sv), 1892 - 30. november, skitse 1896 - Carola i sofaen, 1899 - Regementet modtager nadveren, 1900 - Sejren ved Narva, 1910 (sv) - David og Goliath, 1918 - En ventende karoliner, 1918 - Karoliner fra Armfeldts tilbagetog, 1923 |